# فرمیچه آلتو
فرمیچه آلتو (به اسپانیایی: Formiche Alto) یک شهرستان در اسپانیا است که در آراگون واقع شده‌است.

## خصوصیات
فرمیچه آلتو ۷۷ کیلومترمربع مساحت و ۱۹۱ نفر جمعیت دارد و ۱٬۱۰۸ متر بالاتر از سطح دریا واقع شده‌است.